# Conjecture faible de Goldbach

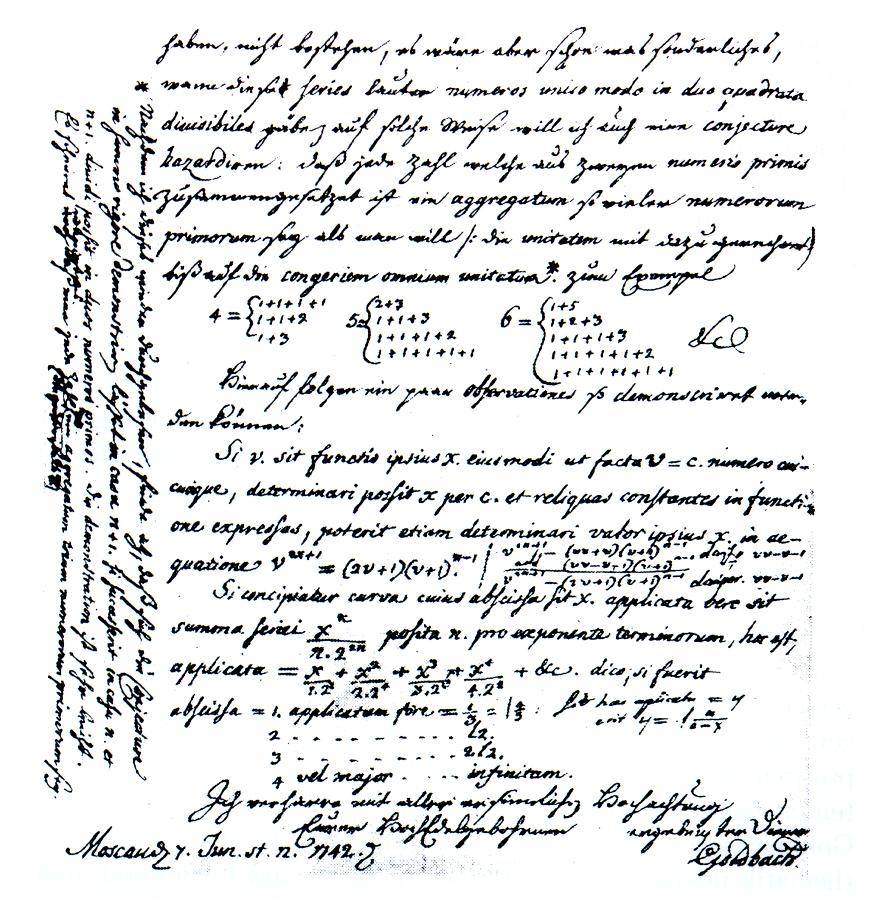
Une lettre de Goldbach à Leonhard Euler

En théorie des nombres, la conjecture faible de Goldbach, aussi connue comme la conjecture impaire de Goldbach ou le problème des trois nombres premiers, affirme que :
(Un nombre premier peut être utilisé plus d'une fois dans la même somme).
Cette conjecture est qualifiée de « faible » car la conjecture forte de Goldbach concernant les sommes de deux nombres premiers, si elle était démontrée, établirait la conjecture faible de Goldbach. En effet, si chaque nombre pair ≥ 6 est la somme de deux nombres premiers (nécessairement impairs), ajouter simplement trois à chaque nombre pair ≥ 6 produira les nombres impairs ≥ 9.

## Avancées
En 1923, Hardy et Littlewood ont montré que, en supposant vraie une certaine généralisation de l'hypothèse de Riemann, la conjecture faible de Goldbach est vraie pour tous les nombres impairs suffisamment grands.
En 1937, un mathématicien russe, Ivan Vinogradov, fut capable d'éliminer la dépendance à l'hypothèse de Riemann et démontra directement que tous les nombres impairs suffisamment grands peuvent être exprimés comme la somme de trois nombres premiers. Des seuils à partir desquels c'est vrai ont pu être calculés, mais ils sont encore trop élevés pour qu'on puisse vérifier par la force de calcul brute que tous les nombres impairs inférieurs au plus petit de ces seuils vérifient la conjecture.
En 1997, Jean-Marc Deshouillers, Gove Effinger, Herman te Riele et Dimitri Zinoviev montrèrent que l'hypothèse de Riemann généralisée implique la conjecture faible de Goldbach. Ce résultat combine une affirmation générale valable pour les nombres plus grands que 1020 avec une recherche informatique systématique pour les petits cas.
Dans un article du 31 janvier 2012 intitulé « Every odd number greater than 1 is the sum of at most five primes », Terence Tao montre que chaque nombre impair peut s'écrire comme somme de cinq nombres premiers au plus.
En mai 2013, Harald Helfgott prépublie sur arxiv une preuve de la conjecture,,. À ce jour cette preuve n'a pas été publiée dans une revue à comité de lecture.